# Ernesto De Martino
 (mai 2015).
Sa qualité peut être largement améliorée en utilisant un vocabulaire plus directement compréhensible.
Pour les articles homonymes, voir Martino.
Ernesto De Martino (né le 1er décembre 1908 à Naples, et mort le 9 mai 1965 à Rome) est un historien des religions et un ethnologue italien.

## Biographie
Né dans une famille de la petite bourgeoisie citadine du Mezzogiorno, Ernesto De Martino, après sa laurea en Lettres à l'université de Naples, en 1932, s'intéresse à l'ethnologie et soutient une thèse en Histoire des religions sur les gephyrismi eleusini, c'est-à-dire un genre rituel d'injures envers les divinités, sous la direction d'Adolfo Omodeo.
À cette époque, et vraisemblablement jusqu'à environ 1936, il se rapproche du fascisme, qu'il semble considérer comme l'incarnation d'une «religion civile». Il est membre du GUF (Groupe universitaire fasciste), ce qui est alors une obligation, ainsi que de la milizia universitaria (milice universitaire) et collabore à L'Universale de Berto Ricci .
Son premier livre, Naturalismo e storicismo nell'etnologia est une tentative de soumettre l'ethnologie à l'évaluation critique de la philosophie historiciste (storicista) de Benedetto Croce. Selon De Martino, ce n'est qu'à travers la philosophie historiciste que l'ethnologie aurait pu se racheter de son naturalisme, expression qui vise, chez De Martino, autant l'école sociologique française que les indirizzi [Quoi ?] «pseudohistorique» allemands et viennois [Quoi ?], et, plus largement, le racialisme - dont Croce lui-même avait été un précoce dénonciateur. Ce fut le même Croce qui introduisit le jeune De Martino auprès de l'éditeur Laterza, en lui suggérant la publication du livre dans lequel, nonobstant quelque ingénuité, apparaît déjà en germe l'idée qui sera développée dans ses recherches postérieures sur le « magisme ethnologique » (magismo etnologico).
Écrit durant la Seconde guerre mondiale et publié en 1948, le Monde magique (Il mondo magico) est le livre dans lequel Ernesto De Martino élabore quelques-unes des idées centrales de son œuvre. Il y développe son interprétation de la magie comme époque historique dans laquelle la labilité d'une « présence » est contrôlée par la praxis magique, dans une dynamique de crise et de rachat ou rétablissement (riscatto). Il définit le « magique comme un mouvement, un progrès dans la forme suprême de l'unité transcendentale de la conscience de soi . »
Parallèlement, De Martino s'éloigne du fascisme, probablement sous l'influence de Vittorio Macchioro, père de sa première compagne, juif converti à plusieurs reprises et qui sera exclu de l'université . Il s'engagea ainsi dans la Résistance  et militera après guerre d'abord au Parti socialiste italien puis au Parti communiste . Les thèses marxistes influenceront ainsi sa pensée, à la fois indirectement et directement, lorsqu'il commente, par exemple, des écrits de Gramsci .
De Martino commence alors à s'intéresser à l'ethnographie de la société contadine du sud de l'Italie. De cette période parfois appelée « méridionaliste », relèvent les œuvres les plus connues du grand public : Morte e pianto rituale, qui se penche sur les lamentations funèbres , Sud e magia, La terra del rimorso. Cet aspect de son œuvre influença de nombreux anthropologues et historiens italiens, dont, par exemple, Carlo Ginzburg qui lui rend hommage dans son livre sur l'hérésie des benandanti .
L'aspect le plus novateur de sa recherche fut l'approche multidisciplinaire, qui l'amena à constituer une équipe. Par exemple La Terre du remords est la synthèse [Quoi ?] des recherches qu'il mena sur un territoire donné (la région de Salente (Salento), accompagné d'un médecin, d'un psychiatre, d'une psychologue, d'un historien des religions, d'un anthropologue des cultures, d'un ethnomusicologue (Diego Carpitella) et d'un documentaliste de cinéma. Pour l'étude du tarentisme, maladie qu'on soignait par une danse, la tarentelle, furent utilisés aussi des films tournés entre Copertino, Nardò et Galatina.
Ces monographies furent suivies de la publication de l'important recueil d'articles Furore Simbolo Valore (1962).
La fine del mondo (1977), publié à titre posthume par Clara Gallini, est le premier et plus important ouvrage d'une série d'inédits par lesquels on a tenté de surseoir à la disparition d'un des plus grands intellectuels italiens du XXe siècle. Selon certains commentateurs, tel Carlo Severi, il remet en cause dans ce dernier chantier un grand nombre de ses idées antérieures, renouvelant ainsi sa pensée .
Ernesto De Martino est mort à Rome le 9 mai 1965. De 1957 jusqu'à sa mort, il était professeur d'ethnologie et de l'histoire des religions à l'Université de Cagliari, où il a été la source de l'Ecole anthropologique de Cagliari, avec Alberto Mario Cirese, Clara Gallini, Giulio Angioni et d'autres élèves, collègues et collaborateurs.

## Thèses
Le communisme de De Martino le conduit à supposer que théorie et praxis s'éclairent mutuellement.
De Martino développe une théorie du « magico-religieux » qu'il appuie sur une vision historiciste et une approche des mises en acte du psychisme humain. Inspiré par la philosophie de Giambattista Vico, il travaille à partir du présupposé selon lequel la société, l'histoire et le psychisme humain se développent en correspondance. Il prend ses distances par rapport aux positions existentialistes modernes qu'il identifie avec un déterminisme réducteur de la conscience, incapable de rendre compte de la labilité en devenir qu'est l'être au monde de l'univers magique.
Selon la thèse fondamentale du Monde magique (1948), les catégories spéculatives qui orientent l'historiographie moderne sont incapables de permettre la compréhension du monde magique parce qu'elles lui sont historiquement étrangères et relèvent de l'approche positive d'un être au monde "décidé et garanti", alors que le propre du monde magique est une présence au monde labile et fuyante que le magisme cherche à stabiliser .
Les pratiques magiques sont abordées comme des «techniques» psychosociales destinées à protéger la «présence de l’homme» dans son monde, thème fondamental de sa pensée. "L'intérêt dominant du monde magique n'est pas de réaliser des formes particulières de la vie spirituelle, mais de conquérir et de consolider l'être au monde élémentaire, ou présence de la personne."

## Réception et postérité
Après une critique élogieuse par Mircea Eliade, Ernesto De Martino est quelque peu tombé dans l'oubli à l'intérieur du monde francophone. La réédition de 1999 tenta d'y remédier, dans le contexte des relectures proposées par sa disciple Silvia Mancini portant notamment sur un approfondissement de la fonction historico-sociale de la magie et une remise en question des dénégations culturelles a priori.
Son élève et collaboratrice, l'autrice Muzi Epifani, dans la comédie L'évasion, écrite dix ans après la mort de son maître, l'évoque avec beaucoup d'affection. Dans ce travail, qui lui est consacré, le héros Ernesto traite de la mutation du rôle des femmes dans la société post-industrielle.

## Publications

### Ouvrages en italien
- Naturalismo e storicismo nell'etnologia, Laterza, 1941
- Il mondo magico: prolegomeni a una storia del magismo, Einaudi, 1948
- Morte e pianto rituale nel mondo antico: dal lamento pagano al pianto di Maria, Einaudi, 1958
- Sud e magia, Feltrinelli, 1959
- La terra del rimorso. Contributo a una storia religiosa del Sud, Il Saggiatore, 1961
- Furore, simbolo, valore, Il Saggiatore, 1962
- Magia e civiltà. Un'antologia critica fondamentale per lo studio del concetto di magia nella civiltà occidentale, Garzanti, 1962
- Mondo popolare e magia in Lucania, a cura e con prefazione di Rocco Brienza, Basilicata, 1975
- La fine del mondo. Contributo all'analisi delle apocalissi culturali, Einaudi, 1977
- La collana viola: lettere 1945-1950 (con Cesare Pavese), Bollati Boringhieri, 1991
- Scritti minori su religione, marxismo e psicoanalisi, Nuove edizioni romane, 1993
- Compagni e amici: lettere di Ernesto de Martino e Pietro Secchia, La nuova Italia, 1993
- Storia e metastoria: i fondamenti di una teoria del sacro, Argo, 1995
- Note di campo: spedizione in Lucania, 30 settembre - 31 ottobre 1952, Argo, 1995
- L'opera a cui lavoro: apparato critico e documentario alla Spedizione etnologica in Lucania, Argo, 1996
- Una vicinanza discreta: lettere (con Renato Boccassino), Oleandro, 1996
- I viaggi nel Sud di Ernesto de Martino, Bollati Boringhieri, 1999
- Panorami e spedizioni: le trasmissioni radiofoniche del 1953-54, Bollati Boringhieri, 2002
- Musiche tradizionali del Salento: le registrazioni di Diego Carpitella ed Ernesto de Martino (1959, 1960), Squilibri, 2005
- Scritti filosofici, Il Mulino, 2005
- Dal laboratorio del mondo magico: carteggi 1940-1943, Argo, 2007
- Ricerca sui guaritori e la loro clientela, Argo, 2008
- Etnografia del tarantismo pugliese. I materiali della spedizione nel Salento del 1959, Argo, 2011

### Traductions en français
-  La Terre du remords, traduit de l'italien par Claude Poncet, Gallimard 1966.
- Italie du Sud et magie [« Sud e magia »], Les Empêcheurs de Penser en Rond, 1999, 229 p. (ISBN 978-2843241109)
- La Terre du remords [« La terra del rimorso »], Les Empêcheurs de Penser en Rond, 1999, 494 p. (ISBN 978-2843240744)
- Le Monde magique [« Il mondo magico »], Les Empêcheurs de Penser en Rond, 2003, 593 p. (ISBN 978-2843240485)
- La Fin du monde. Essai sur les apocalypses culturelles ["La fine del mondo"], traduction de Giordana Charuty, Paris, Éditions de l'EHESS, 2016, 479 p.  (ISBN 978-2-7132-2544-4)
- Mort et pleurs rituels. De la lamentation funèbre antique à la plainte de Marie ["Morte e pianto rituale nel mondo antico: dal lamento pagano al pianto di Maria"], traduction d'Alfonsina Bellio et de Jérôme Nicolas, Paris/Rome, Éditions de l'EHESS et École française de Rome, 2022, 384 p.  (ISBN 978-2-7132-2900-8)